# ناحية الروضة
ناحية الروضة إحدى نواحي سوريا تتبع إداريّاً لمحافظة طرطوس منطقة بانياس ومركزها بلدة الروضة، بلغ تعداد سكان الناحية 11,688 نسمة حسب التعداد السكاني لعام 2004.

## بلدات وقرى ناحية الروضة
ضهر مرقية، ضهر صفرا، حيبو، الحريشة، الجنينة، المقعبرية، قرقفتي، الروضة، [[الحارا (بانياس)|الحارا]برج بلمانا.كفرسيتا